# حوزه انتخابیه دوم اورگن
حوزه انتخابیه دوم اورگن یک حوزه انتخابیه مجلس نمایندگان آمریکا است که در ایالت اورگن قرار دارد.